# Иакубло
Иакубло (груз. იაყუბლო, азерб. Yaqublu — Ягублу) — село, административный центр в подчинении сельской административно-территориальной единицы Дманиси, Дманисского муниципалитета, края Квемо-Картли республики Грузия с 100%-ным азербайджанским населением. Находится в юго-восточной части Грузии, на территории исторической области Борчалы.

## История
Название села упоминается в исторических документах 1870 года, во время проведенной в регионе переписи населения.

## География
Село расположено в Башкечидском плато, в 3 км к западу от районного центра Дманиси, на высоте 1360 метров от уровня моря. Рядом с селом находится живописное озеро — Иакубло, которое является одним из главных водохранилищ в бассейне реки Кура, с полным объёмом воды в 11 кубических метров.

## Население
По данным Государственного статистического комитета Грузии, согласно официальной переписи 2002 года, численность населения села Ягубло составляет 498 человек и на 100 % состоит из азербайджанцев.
Согласно переписи населения 2014 года численность населения села Иакубло составила 478 человек.

## Экономика
Население в основном занимается овцеводством, скотоводством и овощеводством.
В 2010 году компания «SOCAR Georgia Gas», учредителем которой является государственная нефтяная компания Азербайджана «SOCAR», в соответствии с программой газификации Грузии, провела газопровод в несколько сел Дманисского района, в числе которых было также село Ягубло.

## Достопримечательности
- Средняя школа — построена в 1921 году.[7]

## Известные уроженцы
- Джамиля Абдуллаева — ученый.[7]
- Майор Тебриз Мусазаде — азербайджанский военный. Пилот боевого вертолета. Погиб при выполнении боевой задачи в 2016 году.
- Валиев Ирза Сюлю оглы ( Vəliyev İrza Sülü oğlu ) - Участник первой Карабахской войны. Пал смертью храбрых при выполнении боевой задачи. Погиб в 1993 году.

### Участники Великой Отечественной войны
Село известно также своими уроженцами, участниками Великой Отечественной войны
| - Валиев Сюлю ( Vəliyev Sülü ) участник ВОВ. Вернулся с войны. - Биннат Унус оглы — участник ВОВ, погиб 28 июня 1942 года. - Джамал Абдулла оглы — участник ВОВ, погиб 23 апреля 1941 года. - Имамали Союн оглы — участник ВОВ, погиб в июле 1942 года. - Ислам Астан оглы — участник ВОВ, погиб в 1943 году. - Исмаил Гумбат оглы — участник ВОВ, погиб 2 августа 1942 года, в 1,2 км северо-западнее деревни Беляково Ржевского района, Калининской области РСФСР. - Мемиш Самед оглы — участник ВОВ, погиб в июле 1942 года. - Мурвалад Сулейман оглы — участник ВОВ, погиб в декабре 1942 года. - Рагим Юнус оглы — участник ВОВ, погиб в декабре 1942 года. - Садраддин Осман оглы — участник ВОВ, погиб в декабре 1941 года. - Дьяков Архип Петрович — участник ВОВ, погиб 14 июля 1944 года в 1300 метрах на высоте южнее деревни Церковное, Белорусской ССР. |

## Топографические карты
- Лист карты K-38-89 Тетри-Цкаро. Масштаб: 1 : 100 000. Состояние местности на 1982 год. Издание 1983 г.